# Koenraad-Bosman-Museum

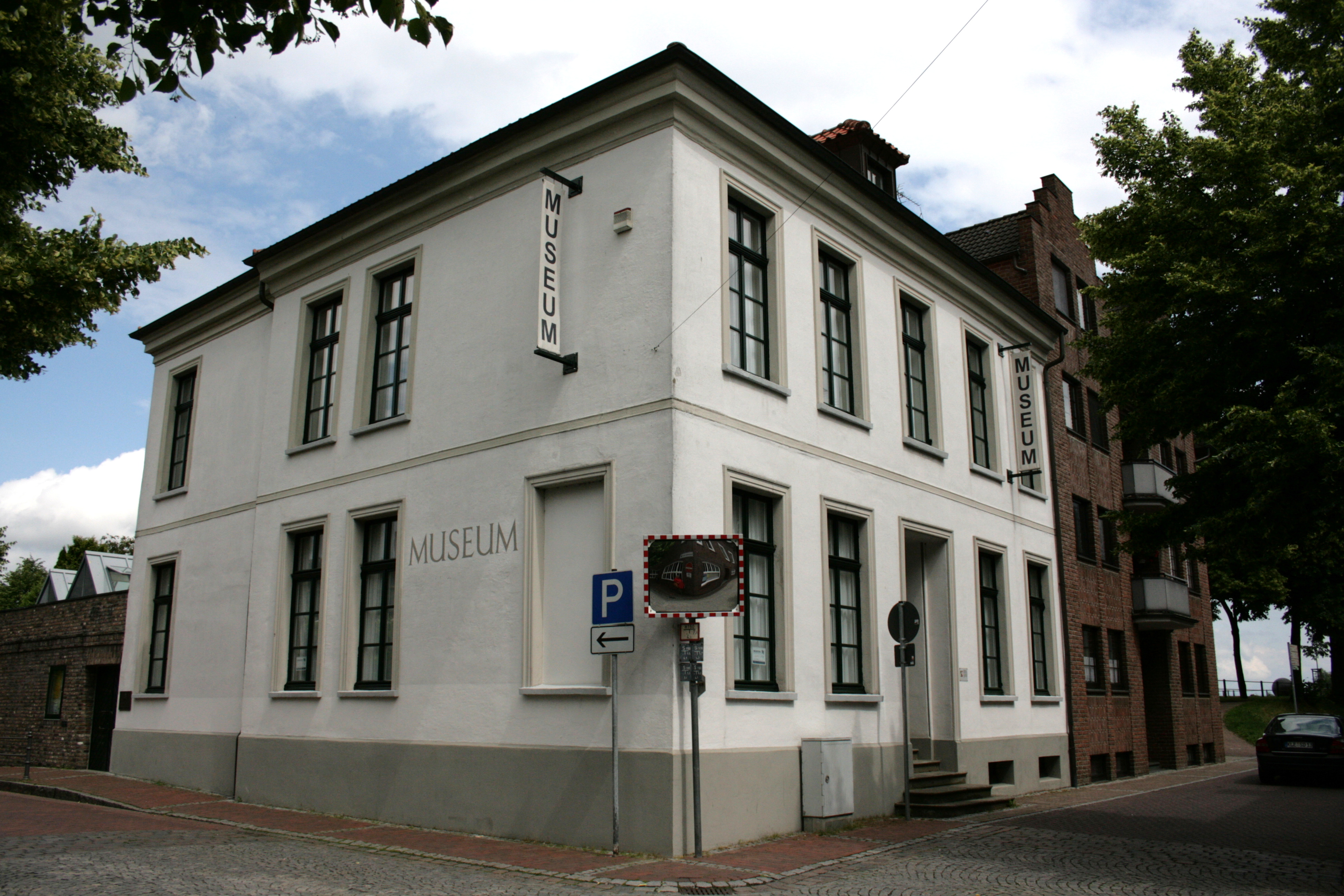
Koenraad-Bosman-Museum, ehemals Haus Keim, 2011

Das Koenraad-Bosman-Museum ist das Museum für Kunst und Stadtgeschichte der niederrheinischen Stadt Rees. Das zweigeschossige, fünfachsige Gebäude, das ehemalige Haus Keim, wurde um 1850 erbaut. Das im Jahr 1997 eröffnete Museum umfasst 418 m² Ausstellungsfläche und ist benannt nach dem niederländischen Museumsförderer, dem Ingenieur und Unternehmer Koenraad Bosman (1918–2000) aus Berg en Dal.

## Stadtgeschichte und Kunstausstellung
Das Museum hat inhaltlich zwei Schwerpunkte: die Kunst und die Stadtgeschichte.

### Stadtgeschichte
500 bis 1500
Zwei Räume des Museums sind der Siedlungs-, Orts- und Stadtgeschichte von Rees (5./8. bis 15. Jahrhundert) gewidmet. Hier befinden sich Informationen zur ehemaligen Burg beziehungsweise dem heutigen Haus Aspel. Gezeigt werden ferner die Stadterhebungsurkunde von 1228 (Nachbildung) sowie eine Nachbildung der Urkunde der Privilegien der Reeser Kaufleute aus dem Jahr 1142. Sehenswert sind ein Messbuch („Missale“) aus dem 13./14. Jahrhundert und verschiedene Reeser Petschaften (Siegelstempel) aus dem Spätmittelalter.
1500 bis 1750
In einem Raum finden sich Informationen über die Reeser Stadtgeschichte des 16. und 17. Jahrhunderts, als Spanier und Franzosen die Stadt zeitweilig belagerten und besetzten, beziehungsweise die Niederländer mit Einverständnis Brandenburgs eine starke Garnison zur Sicherung der großen Festung unterhielten. In dem vom Stadtmodell dominierten Raum sind außerdem Fotos, welche die heute noch vorhandenen Teile der Stadtbefestigung zeigen, ausgestellt. Ferner befinden sich dort Stiche, die die früheren Festungen von Rees, die Belagerung der Stadt durch die Franzosen oder das Territorium des ehemaligen Herzogtums Kleve um 1600 zeigen.
Seit 1750
Die Exponate zur neueren Reeser Geschichte ab der zweiten Hälfte des 18. Jahrhunderts sind in einem weiteren Raum untergebracht. Hier befinden sich Texte und Kartenmaterial zum ehemaligen Kreis Rees, zu dem die Stadt Rees von 1816 bis 1974 politisch gehörte. Fotos und Texte informieren in Kurzform über den Rhein einst und jetzt, über das große Rheinhochwasser von 1926, die Rheinfähren, die ehemalige Fischerei, die ehemalige Tabakindustrie (Oldenkott und Dobbelmann) sowie über das Rees der Vorkriegszeit, die totale Zerstörung der Stadt in 1945 und den Wiederaufbau nach dem Zweiten Weltkrieg. Seit 2014 gibt es in dem Museum einen Raum, der dem jüdischen Leben in Rees und der ehemaligen jüdischen Gemeinde von Rees gewidmet ist.
Raum „Jüdische Traditionen“
Spätestens seit dem 14. Jahrhundert leben Juden auch in Rees.  Eine jüdische Gemeinde mit Synagogenraum und Schule hat sich im 18. und 19. Jahrhundert in der Stadt gebildet. Wie überall im Deutschen Reich auch wurden Juden von den Nationalsozialisten der Stadt Rees verfolgt, enteignet, deportiert und ermordet. Stolpersteine zeugen heute für den Hass, der Juden in Rees entgegengebracht wurde. Derzeit gibt es keine jüdische Gemeinde in Rees.
Im Raum „Jüdische Traditionen“ werden seit dem Jahr 2014 Fundstücke gezeigt, die vor der Vernichtung bewahrt werden konnten; darunter befinden sich auch ein Thora-Fragment und einige Gebetbücher.

### Kunst
Die ständige Kunstausstellung des Museums entstand aus der Sammlung Koenraad Bosman und aus der Sammlung der Stadt Rees. Sie zeigt unter anderem Werke von Johannes Hermanus Barend Koekkoek (1840–1912), Piet Leysing (1885–1933), Ernst Isselmann (1885–1916), Heinz Scholten (1894–1967) und Walter Heimig (1880–1955), außerdem von zeitgenössischen Reeser Künstlerinnen und Künstlern wie Astrid Karuna Feuser, Michael Hoffmann, Maria Kühnapfel und Veronica Molenkamp.
Im großen Saal des Anbaus des Museumsgebäudes finden auf etwa 100 m² Fläche regelmäßig Wechselausstellungen statt, darunter von:
- 2002: Žarko Radić
- 2007: Astrid Karuna Feuser Vater Himmel – Mutter Erde
- 2013: Ernst Isselmann
- 2018: Ae Hee Lee
- 2018: Petra Dreier & Michael Hanousek GfBH
- 2019: Ulrike Donié

## Historische Befestigungsanlage

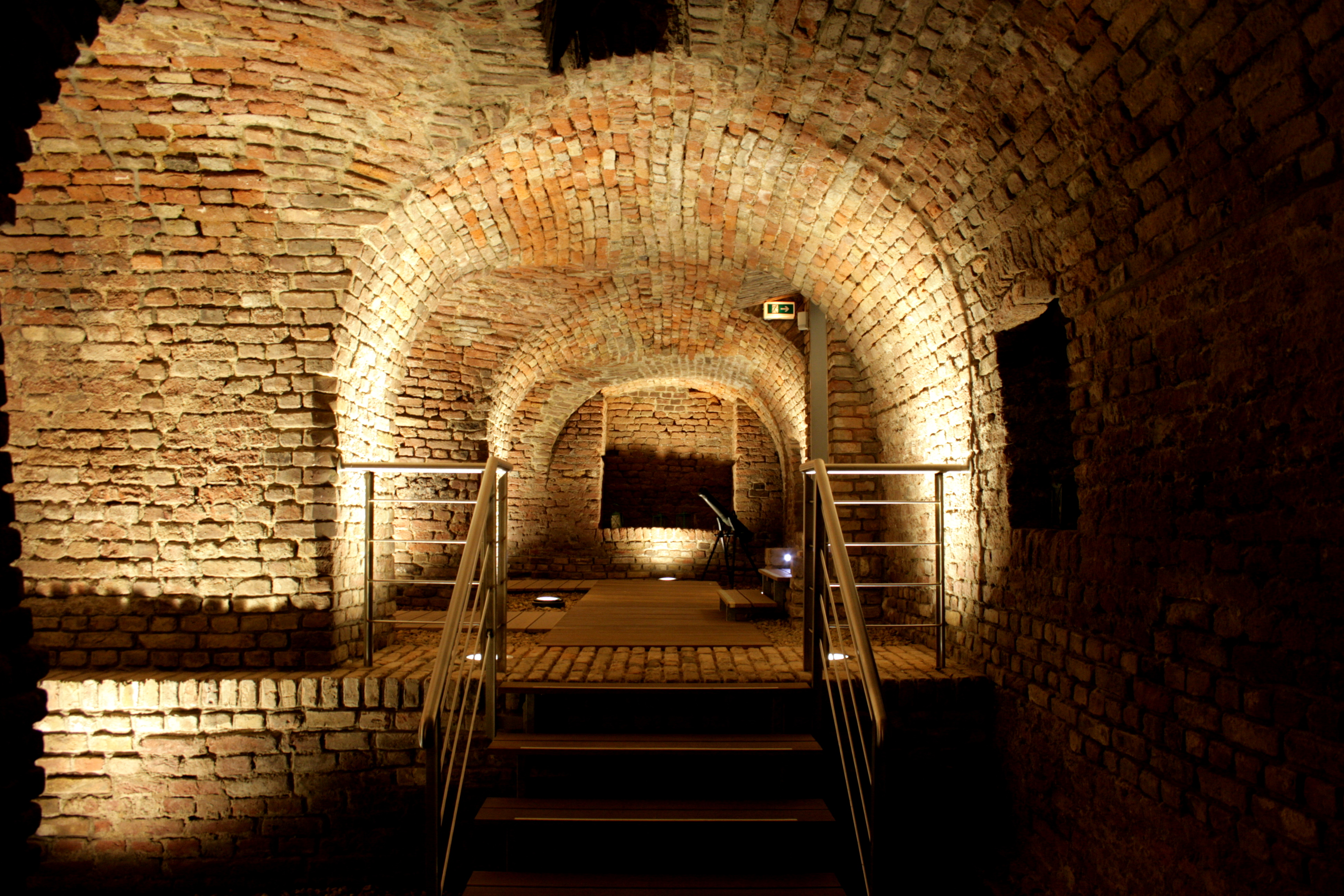
Kasematten

Unter dem Museumsgebäude befindet sich eine zugängliche, um etwa 1500 erbaute Kasematte für leichtere Geschütze.